# Pankaru
Pankaru (Pancaru, Pankararu-Salambaia), pleme američkih Indijanaca iz brazilske države Bahia. Danas žive na rezervatu Vargem Alegre u općini Bom Jesus da Lapa; 60 pripadnika (1989); 179 (Funasa - 2006). Neke njihove obitelji žive i u drugim dijelovima Brazila; pet u općini Jandira u São Paulu; jedna obitelj u Goiásu; i sedam u Muquém do São Francisco (Bahia). Jezično su vjerojatno pripadali porodici Pankaruru kao i plemena Pankararé s rezervata Pankararé iz Bahie i Pankararu s rezervata Pankararu iz Pernambuca. Prakticiraju ritual toré.

## Vanjske poveznice
- Pankaru